# Hermanas de la Adoración de la Preciosísima Sangre
La Congregación de Hermanas de la Adoración de la Preciosísima Sangre (oficialmente en inglés: Congregation of Sisters the Adoration of the Most Precious Blood) es una congregación religiosa católica femenina de derecho pontificio, formada en 1878, a partir de los conventos estadounidenses (de procedencia alemana) de las Adoratrices de la Preciosísima Sangre de Steinerberg y de los de las Adoratrices de la Sangre de Cristo. A las religiosas de este instituto se les conoce como hermanas de la adoración de O'Fallon y posponen a sus nombres las siglas C.PP.S.

## Historia
La congregación tiene su origen en las Adoratrices de la Preciosísima Sangre de Steinerberg, fundadas en Coira (Suiza) en 1845 por Xaviera Behringer, las cuales se unieron en 1847 con las Adoratrices de la Sangre de Cristo fundadas en Acuto (Italia) en 1834 María de Mattias. Los conventos de Alemania que provenían de las de Steinerberg, fueron suprimidos y las religiosas expulsadas durante el periodo del Kulturkampf. Estas buscaron refugio en los Estados Unidos, donde fundaron el convento de Belle Prairie City, en Illinois, en 1870. Tres años más tarde abrieron la casa de O'Fallon. Pronto, y causa de la lejanía de la casa central de la congregación, las religiosas de O'Fallon decidieron crear un nuevo instituto, bajo el liderazgo de Teresa Weber, para adaptarse a las necesidades locales. De esa manera lograron su independencia en 1878, tomando el nombre de Congregación de la Preciosísima Sangre de O'Fallom.
La primera superiora general de la congregación fue la religiosa alemana Wilhelmine Vohelpohl, una de las figuras más representativas del movimiento litúrgico norteamericano. Entre sus preocupaciones estuvo hacer de la Eucaristía el centro de la vida de las religiosas. El instituto tuvo un periodo de expansión en sus orígenes, llegando a fundar en varias ciudades de los Estados Unidos, Bolivia, Perú y Finlandia.
La congregación recibió la aprobación diocesana de parte del obispo de San Luis (Misuri) en 1878. Recibió el pontificio decreto de alabanza por el cual se constituyó en una congregación religiosa de derecho pontificio, el 30 de junio de 1918 y sus constituciones fueron aprobadas definitivamente el 2 de agosto de 1938.

## Organización
La Congregación de la Preciosísima Sangre de O'Fallon es un instituto de gobierno centralizado, ejercido por la superiora general, a la que llaman madre general y su sede central se encuentra en O'Fallon (Illinois-Estados Unidos). En la actualidad el cargo lo ostenta la religiosa Fran Raia.
Las hermanas de la adoración se dedican a la educación cristiana de la juventud, especialmente a las que se encuentran en riesgo en las poblaciones marginadas, abiertas también a las misiones y a la enseñanza entre las personas de clases sociales altas. Tienen una especial labor en la evangelización mediante las obras de arte.
En 2015, el instituto contaba con unas 131 religiosas y 15 comunidades, presentes en Estados Unidos.